# Vitamix
Vitamix — американский частный производитель блендеров, принадлежащий семье Барнардов с 1921 года. Компания производит блендеры для дома, а также для ресторанного и гостиничного бизнеса. Штаб-квартира компании располагается в Олмстед, штат Огайо с 1948 года. В компании работает более 700 человек, большинство из сотрудников работают в штаб-квартире и на производстве в Северном Огайо. 
Хотя мыльные оперы появились раньше, Vitamix стала первой компанией снявшей (в 1949 году) и выпустившей (в 1950 году) телепередачу, посвященную конкретному продукту.

## История
Vitamix принадлежит семье Барнардов и управляется членами этой семьи. Компания была основана в 1921 году Уильямом Гровером Барнардом, когда он начал путешествовать по стране, продавая кухонную технику. Помогая другу справиться с болезнью, Барнард осознал важность и влияние цельной еды на здоровье и качество жизни. После этого опыта Барнард изменил название компании на The Natural Food Institute.
В 1937 году Барнард увидел блендер на торговой выставке, и это подтолкнуло его начать производство собственных блендеров. Название модели «Vita-Mix» отсылает к латинскому слову «vita», что означает «жизнь».
В 1949 году Билл Барнард, сын Уильяма, убедил своего отца продемонстрировать модель Vita-Mix в рекламном сюжете на местном телевидении. Компания стала первопроходцем в рекламе на телевидение.
Билл Барнард унаследовал бизнес, и в 1964 году изменил название компании на Vita-Mix Corporation. В 1969 году вышла модель Vitamix 3600. Это первый блендер, который мог делать горячий суп, смешивать мороженое, измельчать зерно и замешивать тесто для хлеба.
В 1985 году Джон Барнард и его брат создали Mix'n Machine, высокоскоростной профессиональный блендер.
В 2009 году доктор Джоди Берг стала президентом Vitamix. Джоди Берг представляет четвертое поколение семьи Барнардов на этой должности. В 2011 году Берг также заняла должность CEO.
В 2012 году компания впервые выпустила блендер с мощностью 2,2 л.с. - модель Vitamix 5000.

## Патентный иск
В феврале 2006 года компания Blendtec подала в суд на Vitamix Corporation за нарушение нескольких патентов на дизайн чаши модели Blendtec “Wild Side”. Компания Vitamix использовала дизайн Blendtec в оформлении своих чаш MP and XP. Vitamix проиграла дело, суд штата Юта присудил компании выплатить 23 миллиона долларов компенсации. Это стало крупнейшим судебным штрафом по патентному иску в истории штата Юта.

## В 21 веке
Вся продуктовая линейка компании, в которой минимальная стоимость блендера составляет 400 долларов, освещалась газетой The New York Times.

## Возврат продукта
Более 100 000 товаров, проданных в 2017 и 2018 годах, были отозваны производителем из-за опасности порезаться. Бизнес издание Fast Company вышло с центральным заголовком: "Vitamix отзывает товар: Ваш 500-долларовый блендер может вас покалечить".

## Благотворительность
В 2019 году компания Vitamix взяла шефство над школой, расположенной в то же городе, что и штаб-квартира компании, и выделила на школьные нужды 200 000 долларов. В честь компании школа переименовала футбольное поле. Выделенные компанией деньги пойдут на улучшение школьной программы и питание учеников.